# Cantone dei cavalieri dell'Odenwald

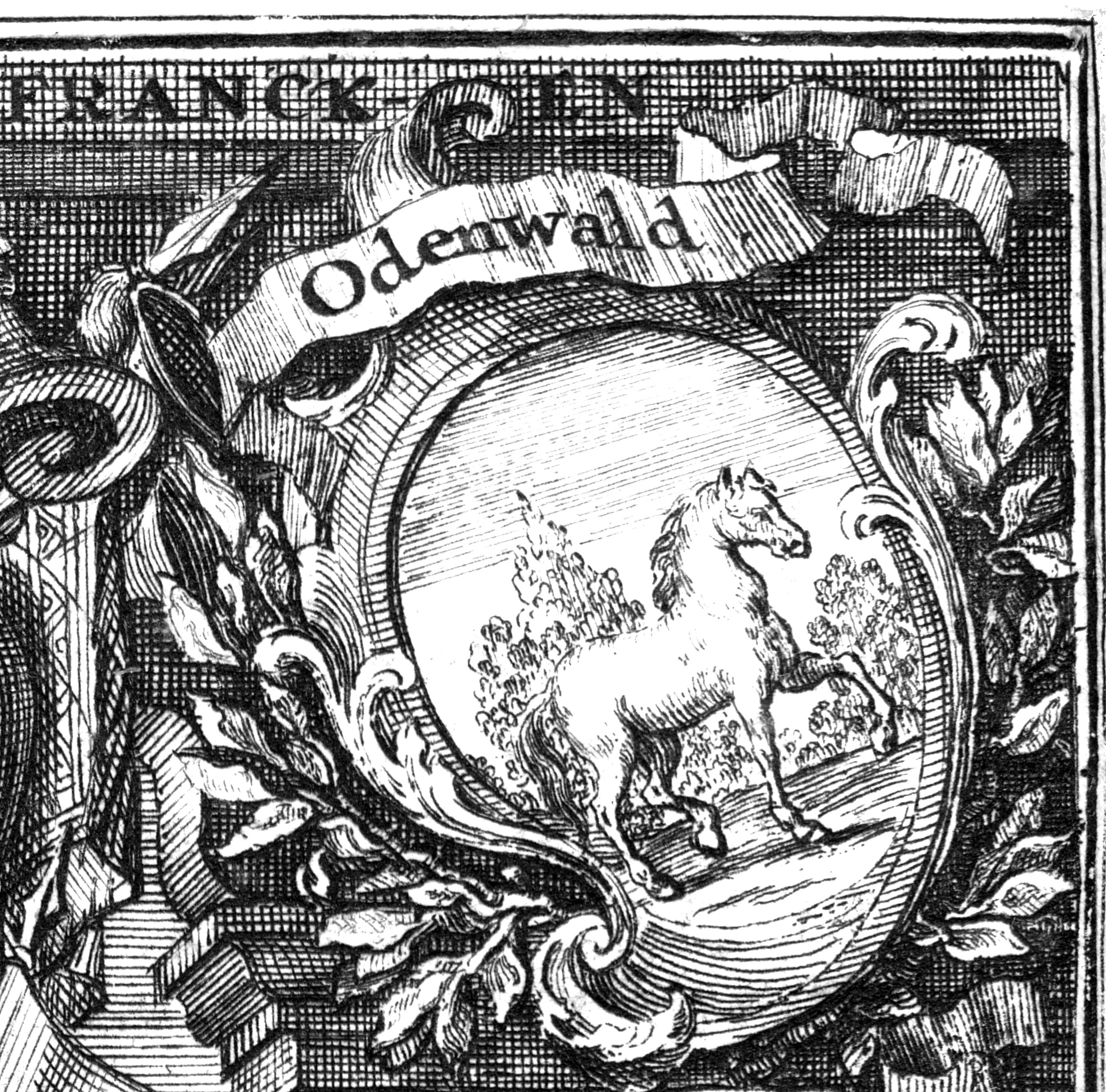
Stemma del cantone dei cavalieri dell'Odenwald nel Codex diplomaticus equestris cum continuatione del 1721

Il cantone dei cavalieri dell'Odenwald (tedesco: Ritterkanton Odenwald) fu un circolo di cavalieri del Sacro Romano Impero appartenente al Circolo dei cavalieri della Franconia.

## Confini
Il cantone dei cavalieri dell'Odenwald confinava a nord e ad est coi cantoni dei cavalieri della Franconia e di Rhön-Werra, della Steigerwald e dell'Altmühl. A sud e ad ovest era confinante coi cantoni svevi di Kocher e Kraichgau.

## Storia
Il cantone dei cavalieri dell'Odenwald venne creato a partire dalla metà del XVI secolo in Germania, in Franconia. Esso aveva sede dapprima ad Adelheim e successivamente dal 1764 nella città di Kochendorf, odierna Bad Friedrichshall, dove si trovava la Ritterhaus.
Le prime origini di un'associazione cavalleresca nell'area risalgono probabilmente alla Compagnia dell'Asino, una delle prime forme di associazione cavalleresca locale. A partire dalla pace di Augusta, quando la situazione religiosa della Germania sembrò aver trovato un certo accordo, le famiglie cavalleresche locali non ebbero problemi dal momento che erano divenute quasi tutte luterane. Tra il XVII ed il XVIII secolo, ad ogni modo, si ebbero notevoli mescolanze con rami di altre famiglie per cui alcune di esse divennero calviniste ed altre cattoliche, pur conservando ad ogni modo una sostanziale maggioranza numerica luterana.
La prima sede cantonale venne posta a Mergentheim. Intorno al 1720, dopo un breve periodo di avere la sede ad Adelheim, il cantone dei cavalieri dell'Odenwald ricevette il permesso dal consiglio comunale di Heilbronn di spostare il proprio archivio e la propria sede entro le mura della città imperiale. Sotto la direzione di Meinhardt Friedrich Franz Rüdt von Collenberg (1720-1789), il cantone dei cavalieri acquistò proprietà a Kochendorf nel 1762 e vi trasferì la propria sede e cancelleria dal 1764.
Dall'inverno del 1802/1803 i grandi stati territoriali della Baviera e del Württemberg (nel 1804 anche i principi di Leiningen, Hohenlohe e Löwenstein) tentarono di impadronirsi anche con violenza delle aree frammentate a loro vicine che appartenevano ai cavalieri imperiali locali, scatenando la protesta del gruppo dell'Odenwald come di altri in Germania. Il circolo venne chiuso col crollo del Sacro Romano Impero, la mediatizzazione degli stati principeschi e la soppressione infine dei circoli cavallereschi il 16 agosto 1806.

## Capitani dei cavalieri
| Durata incarico | Nome                                                                               | Dati biografici                      |
| --------------- | ---------------------------------------------------------------------------------- | ------------------------------------ |
| 1542            | Graf Philipp von Rieneck                                                           |                                      |
| vor 1559        | Sebastian Rüdt von Bödigheim                                                       |                                      |
| 1560–1572       | Albrecht von Rosenberg                                                             | c. 1519–1572                         |
| 1574–1585       | Sebastian von Crailsheim zu Morstein                                               |                                      |
| 1584–1613       | Bernhard von Hutten, Konrad von Vellberg, Hans Georg von Berlichingen (coreggenza) | (Hutten) † 1613                      |
| 1613–1618       | Albrecht Christoph von Rosenberg                                                   | † 1619                               |
| 1622–1628       | Hans Philipp von Crailsheim                                                        |                                      |
| 1628–1629       | Wolf von Crailsheim                                                                |                                      |
| 1629–1632       | Albrecht Christoph von Rosenberg                                                   | * 15 febbraio 1561 – 11 gennaio 1632 |
| 1632–1633       | Valentin Heinrich Rüdt von Bödigheim und Collenberg                                |                                      |
| 1640–1651       | Johann Kaspar von Herda zu Domeneck und Züttlingen                                 |                                      |
| 1652–1680       | Weiprecht von Gemmingen zu Hornberg                                                | 1608–1680                            |
| 1678–1686       | Hans Christoph von Adelsheim                                                       |                                      |
| 1686–1694       | Hans Christoph Wolfskeel                                                           |                                      |
| 1694–1715       | Albrecht Ludwig von Eyb                                                            | † 1715                               |
| 1717–1750       | Reinhard von Gemmingen-Hornberg                                                    | 1677–1750                            |
| 1750–1777       | Meinhard Friedrich Franz Rüdt von Collenberg                                       | 1720–1785                            |
| 1777–1785       | Philipp von Gemmingen-Guttenberg                                                   | 1702–1785                            |
| 1786–1806       | Karl Friedrich Reinhard von Gemmingen, linea di Bonfeld-Oberschloss                | 1739–1822                            |

## Cavalieri imperiali del cantone dell'Odenwald
- cavalieri von Absberg (anche nel cantone dell'Altmühl) († 1751)
- baroni von Adelsheim bei Buchen zu Edelfingen, 1550
- cavalieri Adler von Sachsenflur
- cavalieri von Aichsholzheim
- cavalieri von Altenstein
- cavalieri von Angelloch zu Malmssen († 1751)
- cavalieri von Ansbach († 1550)
- cavalieri von Aschhausen (1550; † 1751)
- cavalieri von Auerbach
- baroni von Aufsess zu Freienfels
- baroni Aufsess von Königsfeld (1550)
- cavalieri (Kottnitz) von Aulenbach
- Avila zu Königshofen an der Tauber († 1751)
- cavalieri Ayrer zu Rosstal
- cavalieri von Babenhausen 1550
- von Balitzheim 1550
- von Baltzhoven († 1550)
- von Bartenstein († 1350)
- cavalieri von Berlichingen auf Illesheim (dal 1550)
- cavalieri Bernholde von und zu Eschau (poi in Alsazia)
- von Bertram († 1751)
- baroni von Bettendorf (zu Gauangelloch (1665), auf Niederwalluf)
- von Bickenbach (anche nel cantone della Steigerwald; † 1751)
- von Biberern (1550; † 1751)
- Bobenhausen (anche nel cantone di Rhön-Werra) +1751
- Bonn in der Bergstraße († 1751)
- cavalieri von Botzheim (Selestatt)
- cavaliere Brendel von Homburg
- von Buches zu Seligenstadt († 1751)
- von Busch
- Capler von Oedheim genannt Bautz († 1751)
- von Chelius (1700)
- von Cottenheim zu Röttingen und Eichholzheim († 1550, + 1751)
- von Crailsheim auf Rugland (1550, anche nel cantone della Steigerwald)
- Dachröden zu Unter Balbach († 1751)
- conti von Degenfeld (Grafen) auf Eybach (anche nel cantone di Rhön-Werra)
- Didelzheim († 1550)
- von Döhlau zu Jartheim († vor 1751)
- von Düren († 1550, anche nel cantone di Rhön-Werra)
- von Eberbach († 1751)
- conti Echter zu Mespelbrunn (1550, anche nel cantone di Steigerwald, † 1751)
- von Ehenheim (1550, anche nel cantone dell'Altmühl, † 1751)
- Eicholzheim († vor 1550, 1751)
- baroni von Ellrichshausen (baroni) del Castello di Assumstadt (dal 1550)
- Eltershofen zu Oberlauda, del Castello di Eltershofen;
(dal 1550, anche nel cantone dell'Altmühl, † 1751)
- Erer von Sanzenbach (Ehren) zu Crailsheim, del Castello di Sanzenbach († 1751)
- von Erffa
- von Ehrenberg zu Hainstatt († 1751)
- von Eyb in Dörzbach (23.8.1694) (anche nel cantone di Altmühl)
- von Eyllern 1550
- von Eysack zu Jagstheim († 1751)
- von Faulhaber zu Urb († 1751)
- baroni von Fechenbach auf Lauderbach (1550, anche nel cantone di Rhön-Werra)
- von Finsterlohe (anche nel cantone dell'Altmühl, † 1550, 1751)
- baroni von Frankenstein (1550, anche nel cantone della Steigerwald)
- cavalieri von Fronhofen (anche nel cantone dell'Altmühl)
- Fuchse von Kandenberg (1550, anche nel cantone del Baunach, † 1751)
- Gabel von Buchen zu Eberstadt († 1751)
- baroni von Gaisberg auf Helfenberg, dal 1785 al 1800
- Gännßen 1550
- Gailinge von Altheim (1550, nel Württemberg)
- Gans von Otzberg († 1694)
- cavalieri von Gebsattel auf Löwenhahn (anche nel cantone di Rhön-Werra)
- Gemmingen (baroni) di Hornberg e di Messenbach; di Treschklingen (dal 1550)
- Geupel zu Schelkrippen und Hünerstein 1550
- Geyer von Giebelstadt (1550; † 1751)
- Goldochs 1550
- Göler von Ravensburg
- cavalieri von Berlichingen auf Illesheim, Jagsthausen
- Graerodt († 1751)
- Grecken von und zu Kochendorf (1550; † 1751)
- baroni von Greiffenclau zu Vollraths auf Gereuth (anche nel cantone del Baunach)
- baroni Großenschlag (anche Groschlag von und zu Dieburg) 1550
- von Gunsradt 1550
- von Gundelsheim (anche nel cantone dell'Altmühl)
- von Gunzenrode († 1751)
- von Hackhen 1550
- von Habern zu Minnenberg und Laudenberg († 1751)
- von Hagenbach 1550
- von Handschuhsheim († 1751)
- von Haide zu Königsheim (von der Heydt zu Königheim) († 1675)
- von Harthausen
- von Hartheim und Domeneck (von und zu Hardheim und Domeneck) (1550; † 1751)
- von Hattstadt zu Weibach und Werth († 1751)
- von Hauder 1550
- Hausner von Heppenheim († 1751)
- von Haußenstein 1550
- von Hatzfeld (conti e principi)
- von Hedersdorff (Heddersdorf, Hettersdorf) (1550, anche nel cantone di Rhön-Werra)[4]
- Hedigkheim (?) (Hettingen) († 1751)
- cavalieri von Helmstatt zu Hochhausen, zu Mentzingen 1550
- von Herda zu Assumstadt († 1751)
- von Hertingshausen († 1751)
- Heusenstamm dal 1661 ai conti von Schönborn
- Hildebrande von Hildebrandseck († 1751)
- von Hirschberg 1550
- von Hirschhorn und Zwingenberg (von und zu) (1550; † 1751)
- Hölzel von Sternstein
- von Holz
- Hofwart von Kirchheim zu Widdern († 1751)
- Hund von Wenkheim (Wenkheim) († 1751)
- Hutten von Fordenfranck (anche nel cantone del Baunach); auf Franckenberg
- Ingelheim (conti) o Echter von Mespelbrunn
- Jemmerer († 1751)
- Jaan († 1751)
- Jacob von und zu Hollach
- Kalb von Rheinheim († 1550, 1751)
- Kampfe von Gödau († 1751)
- Keck zu Crailsheim und Burg unter Limpurg († 1751)
- Kleebiß zu Greussenbach († vor 1751)
- von Klengel (baroni)
- Klinckhard zu Vockerod († 1550, 1751)
- Kolbe (baroni) von Rheindorff zu Assumstadt († 1751)
- Kottwitz von Aulenbach (1550, anche nel cantone di Rhön-Werra)
- von Kritheim 1550
- Kuchenmeister von Gamberg (Gamburg) (anche nel cantone di Rhön-Werra; † 1751)
- Landschad von Steinach (1550; † 1751)
- von Lauttern zu Schelkrippen (Schöllkrippen) († 1751)
- von Lainningen zu Dambach (Leiningen) († 1751)
- Laymingen 1550
- Leuzenbrunn zu Baldersheim (1550; † 1751)
- cavalieri von Liebenstein
- cavalieri von Liechtenstein (anche nel cantone del Baunach)
- Lochinger von und zu Archshofen und Walckershofen (1550; † 1751)
- principi vonLöwenstein-Wertheim zu Rochefort
- baroni von Mairhofen
- conti von Metternich-Müllenarck zu Neckar Steinach
- Modschittler zu Rheinsbronn (anche nel cantone di Gebürg; † 1751)
- Morsbach 1550
- Morstein (von und zu) (anche Morschstein) auf Burg Morstein 
 (1550; † 1751)
- Mosbach von Lindenfels († 1751)
- Muggenthal (conti)
- Münche von Rosenberg († vor 1751)
- Mußlohe (anche nel cantone dell'Altmühl; † 1751)
- Mylach († 1751)
- Neideck zu Lobenbach (1550; † 1751)
- Neuenstein auf Burg Neufels presso Neuenstein († 1751)
- baroni von Oberndorff
- von Oefner (1550; † 1751)
- von Conti di Pappenheim
- von Pfraumheim zu Großen Wallstadt (1550; † 1751)
- von Pretlack
- von Raubenhaupt zu Grumbach († 1751)
- von Randersacker (anche nel cantone della Steigerwald)
- von Razenberg zu Uttingen († 1550)
- cavalieri von Reigersberg
- von Reinstein († 1751)
- von Reyn 1550
- von Riedern (1206; † 1588)
- von Rinderbach (1550; † 1751)
- cavalieri von Rosenbach (anche nel cantone del Baunach)
- von und zu Rosenberg, Schipf, Haldenbergstetten und Waldmannshofen (1550; † 1751)
- von Rotenstein (1550; † 1751)
- Rüdt von Bödigkheim 1550
- Rüdt von Collenberg (baroni) 1550
- St. André (Rollin von St. Andrè)
- Seickach (Seckach) († 1751)
- Schaden 1550
- Schelme von Bergen 1550
- Schertlin von Burtenbach
- Schlez zu Münckheim und Bockenfeld († 1751)
- Schneeberg († 1751)
- Schönborn (conti)
- Schrotzberg (anche nel cantone dell'Altmühl)
- Schwalbach zu Benzheim († 1751)
- Seckendorff (baroni) (anche nel cantone della Steigerwald)
- Senft von Sulburg di Reichsstadt Hall (anche nel cantone di Kocher)
- Sparren 1550
- Spießen 1550
- Steinhäuser zu Neidenfels und Rechenberg († 1751)
- Stetten del Castello di Stetten (Kocherstetten), dal 1550
- Stettenberg zu Gamberg (Gamburg) (1550; † 1751)
- Stettner von Grabenhof auf Neuburg (anche nel cantone dell'Altmühl)
- Stumpf genannt Milchling zu Urb († 1751)
- Stumpf von Schwamberg (Schweinberg) († 1751)
- Sützel von Mergentheim zu Unterbalbach (Lauda-Königshofen) (1550; † 1751)
- Swerts von Landas zu Weinheim († 1751)
- von Truchseß 1550 (vedi Truchseß (famiglia))
- Truchseß von Baldersheim in Aub († 1751)
- Uberbruck von Rotenstein zu Darnbach
- Ullner von Diepurg (Dieburg)
- von Ußigksheim (Uissigheim) (anche nel cantone di Rhön-Werra; † 1751)
- von Uzlinger zu Seickach und Schaltberg
- von und zu Vellberg und Leofels 
 del Castello di Vellberg e del Castello di Leofels (1550; † 1751)
- von Vockenrod (Vockenrot)(† 1751)
- Vockes zu Wallstadt (1550; † 1751) (Focke von Wallstadt)
- Walborn 1550
- Walderdorff zu Eubigheim (Ahorn) († 11 febbraio 1694)
- Waldmannshofen († 1751)
- Wallhart zu Neuenstadt († 1751)
- cavalieri Wambolt von Umstadt (von und zu) zu Weinheim 1550
- von Wasen zu Bodenhausen und Meinheim 1550
- cavalieri Weiler, anche Weyler auf Weyler (Fichelberg) 1550
- Weiler mit dem Storch († 1751)
- Weitolshausen genannt Schrautenbach
- Wichsenstein zu Hainstadt (1550, anche nel cantone di Gebürg; † 1751)
- Wittstadt genannt Hagenbach zu Heuchlingen und Duttenberg (anche nel cantone di Rhön-Werra; † 1751)
- Wolfskeel (baroni) von Reichenberg zu Üttingen (dal 1550)
- Wolmarshausen zu Amblishagen (1550; † 1751)
- baroni von Wrede zu Weinheim auf Drachenbronn
- Zobel von und zu Giebelstadt 1550, 1792
- Zorn († 1550)
- von Züllnhart
- Zwingenberg († 1751)